# 鈴木仁 (1980年)
鈴木仁（原名鈴木啄也，1980年5月5日—）是日本模特兒、香港藝人。

## 到港發展
鈴木仁在2003年到香港發展後，便開始學習廣東話及普通話。曾擔任官恩娜及關心妍的MV男主角，與胡杏兒合作拍廣告時亦曾傳出緋聞。曾與台灣模特兒林嘉綺夜蒲蘭桂坊而傳出緋聞；與薛凱琪合作電影《新紮師妹3》時也傳出緋聞。

## 戀情
曾經和前Cookies成員區文詩拍拖，更曾在維港灣同居, 可惜三年情之後就分手收場.

## 遇襲事件
2007年5月19日凌晨，鈴木仁與日籍男模中村祖（原名大住彰文）在中環蘭桂坊Volar酒吧消遣，當時他欲進入其中一間貴賓房，惟被職員所拒，當他轉身離開時，肩膀卻碰撞到陳鴻業（施念慈的前夫），陳鴻業突以香檳酒杯襲擊鈴木仁的左臉，玻璃碎片飛插他的左眼。鈴木仁隨後到瑪麗醫院求醫並向日本駐香港總領事館求助。
2007年10月2日，在東區裁判法庭作刑事案開審，辯方律師清洪指稱根據酒吧提供的閉路電視片段，顯示鈴木仁臉上根本沒流血，他在離開酒吧後更在店外逗留22分鐘，足證明他未有痛極至急送醫院。鈴木仁雖然承認案發前曾喝過紅酒，但辯稱並沒喝得很厲害，又強調自己是受害人，不明白為何遭酒吧的保安員驅趕，懷疑自己並非香港人而被「特別對待」。

## 電影
- 《新紮師妹3》飾演 鈴木伊豆
- 《軍雞》

## 外部連結
- LoveHKFfilm - 新紮師妹3 （页面存档备份，存于）。
- 蘋果日報：鈴木仁遇襲 求助領事館
- 香港電台 中文新聞頻道：日籍藝人鈴木仁在港遇襲案件開審[]